# علوم المحيطات البيولوجية
علم المحيطات البيولوجي بالإنجليزية (Biological oceanography) هو دراسة كيفية تأثير الكائنات الحية وتأثرها بالفيزياء والكيمياء والجيولوجيا للنظام الأوقيانوغرافي. يمكن أيضًا الإشارة إلى علم المحيطات البيولوجي باسم بيئة المحيطات، حيث تكون الكلمة الأساسية لعلم البيئة هي oikos (oικoσ)، والتي تعني «المنزل» أو «الموطن» في اللغة اليونانية. مع أخذ ذلك في الاعتبار، فليس من المستغرب إذن أن يكون التركيز الرئيسي لعلم المحيطات البيولوجي على الكائنات الحية الدقيقة داخل المحيط؛ النظر في كيفية تأثرهم ببيئتهم وكيف يؤثر ذلك على الكائنات البحرية الكبيرة ونظامها البيئي. علم المحيطات البيولوجي مشابه لعلم الأحياء البحرية، لكنه يختلف بسبب المنظور المستخدم لدراسة المحيط. تتخذ علم المحيطات البيولوجي نهجًا من القاعدة إلى القمة (من حيث الشبكة الغذائية)، بينما تدرس البيولوجيا البحرية المحيط من منظور من أعلى إلى أسفل. يركز علم المحيطات البيولوجي بشكل أساسي على النظام البيئي للمحيطات مع التركيز على العوالق: تنوعها (التشكل، مصادر التغذية، الحركة، والتمثيل الغذائي)؛ إنتاجيتها وكيف يلعب ذلك دورًا في دورة الكربون العالمية؛ وتوزيعها (الافتراس ودورة الحياة).

## التاريخ

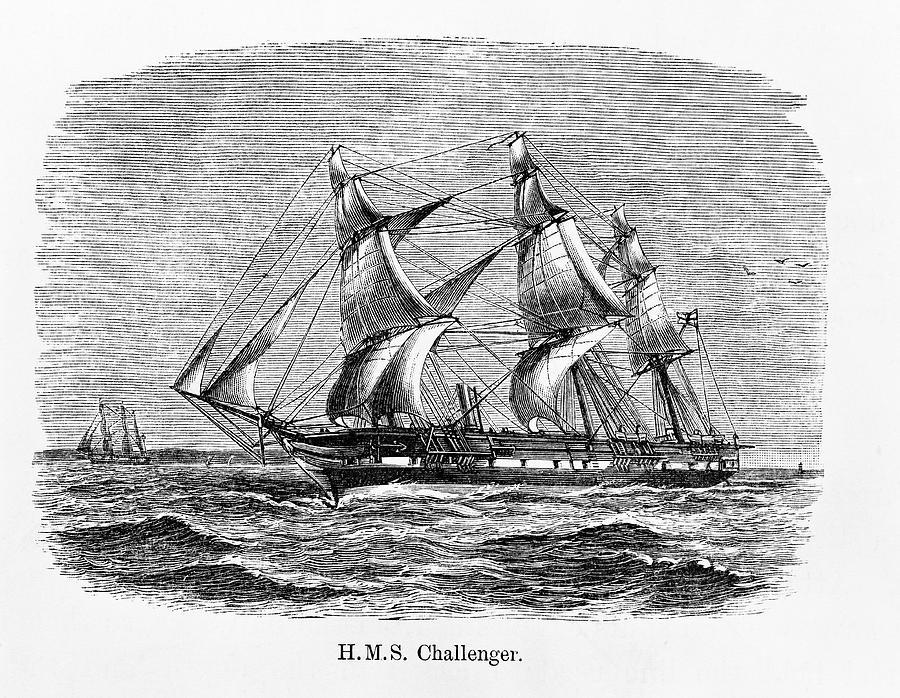
HMS Challenger during its بعثة تشالنجر of 1872–76

في 325 قبل الميلاد، اكتشف الجغرافي اليوناني بيثياس مرسيليا الكثير من ساحل إنجلترا والنرويج وطور وسائل لتحديد خط العرض من انحدار نجم الشمال. روايته للمد والجزر هي أيضًا واحدة من أقدم الحسابات التي تشير إلى وجود علاقة بينها وبين القمر. تم تطوير هذه العلاقة لاحقًا من قبل الراهب الإنجليزي بيد في طريقة التوقيت المنطقي (حساب الوقت) حوالي 700 بعد الميلاد.
بدأ فهم المحيط بالاستكشاف العام والسفر للتجارة. بعض الأحداث البارزة التي كانت أقرب إلى عصرنا، تشمل استكشاف الأمير هنري الملاح للمحيطات في القرن الخامس عشر الميلادي. في عام 1513، وصف بونس دي ليون تيار فلوريدا. في عام 1674، حقق روبرت بويل في العلاقة بين الملوحة ودرجة الحرارة والضغط في أعماق المحيط. كانت رحلات الكابتن جيمس كوك مسؤولة عن جمع البيانات على نطاق واسع عن الجغرافيا والجيولوجيا والنباتات والتيارات والمد والجزر ودرجات حرارة المياه في المحيطين الأطلسي والهادئ في ستينيات وسبعينيات القرن الثامن عشر. في عام 1820 ، لاحظ ألكسندر مارسيت التركيب الكيميائي المتغير لمياه البحر في المحيطات المختلفة. بعد فترة وجيزة، في عام 1843، صرح إدوارد فوربس، عالم الطبيعة البريطاني، أن الكائنات البحرية لا يمكن أن توجد على عمق أكثر من 300 قامة (على الرغم من أن العديد منها قد جمع بالفعل كائنات أعمق بكثير، إلا أن العديد اتبع تأثير فوربس). اعتقدت الجماهير أخيرًا أن نظرية فوربس غير صحيحة عندما تم رفع كابل بحري من عمق 1830 مترًا وتغطيته بالحيوانات. بدأ هذا الاكتشاف الخطط الخاصة ببعثة تشالنجر.
كانت بعثة تشالنجر محورية في علم المحيطات البيولوجي وعلوم المحيطات بشكل عام. قاد تشارلز وايفيل طومسون بعثة تشالنجر في 1872-1876. ضمت الحملة أيضًا اثنين من علماء الطبيعة الآخرين، هنري ن.موسلي وجون موراي. قبل البعثة، كان المحيط، على الرغم من اهتمام للكثيرين، يعتبر الجسم لا يمكن التنبؤ بها ومعظمها أقل الحياة من الماء وهذه الحملة جعلهم إعادة التفكير في هذا الموقف على المحيط وكانت هذه الحملة بناء على طلب من الجمعية الملكية لتتمكن من مشاهدة لو كانوا قادرين على مد الكابلات في قاع المحيط. كما قاموا بإحضار المعدات اللازمة لجمع البيانات حول الخصائص البيولوجية والكيميائية والجيولوجية للمحيطات بطريقة منهجية. قاموا برسم خرائط للرواسب المحيطية وجمعوا البيانات  أثبتت البيانات التي تم جمعها في هذه الرحلة وجود حياة في المياه العميقة (5500 متر) وأن تكوين المياه في المحيط ثابت. أدى نجاح بعثة تشالنجر إلى العديد من الرحلات الاستكشافية التي قام بها المستكشفون الألمان والفرنسيون والأمريكيون وغيرهم من المستكشفين البريطانيين.

## التحفيز
تحتل المحيطات حوالي 71٪ من سطح الأرض. يبلغ متوسط عمق المحيطات حوالي 3800 م، بينما يبلغ عمق أعمق المحيطات حوالي 11000 م. يبلغ الحجم الإجمالي للبيئة البحرية (حوالي 1370 × 10 6 كم 3) أكبر 300 مرة للحياة من حجم الأرض والمياه العذبة مجتمعين. يُعتقد أن الكائنات الحية الأولى نشأت في المحيطات القديمة، قبل وقت طويل من ظهور أي شكل من أشكال الحياة على الأرض. تهيمن الكائنات الحية التي تختلف اختلافًا جوهريًا عن الكائنات الحية الموجودة على الأرض في بيولوجيا المحيطات، كما تختلف المقاييس الزمنية للمحيطات كثيرًا عن الغلاف الجوي (بينما يتبادل الغلاف الجوي عالميًا كل 3 أسابيع، يمكن أن يستغرق المحيط 1000 عام). لهذه الأسباب، لا يمكننا وضع افتراضات حول حياة المحيط بناءً على ما نعرفه من نماذج الأرض والغلاف الجوي. يعد نطاق تنوع الحياة في المحيط أحد الدوافع الرئيسية وراء الدراسة المستمرة لعلوم المحيطات البيولوجية. هذا النطاق في التنوع يعني أن هناك حاجة لمجموعة في المعدات والأدوات المستخدمة لدراسة التنوع. نظرًا لأن كائنات المحيط يصعب الوصول إليها ولا يمكن ملاحظتها بسهولة (بالنسبة للكائنات الأرضية)، فهناك نمو أبطأ للمعرفة والحاجة المستمرة لمزيد من الاستكشاف والدراسة.
الدافع الرئيسي الثاني وراء الدراسة المستمرة لعلوم المحيطات البيولوجية هو تغير المناخ. ترتبط علم المحيطات البيولوجي ارتباطًا وثيقًا بعلم المحيطات الفيزيائية والكيميائية والتفاصيل التي نتعلمها من علم المحيطات البيولوجي تخبرنا بمعلومات حول الصورة الأكبر وتساعدنا في بناء نماذج لعمليات أوسع نطاقًا. تصبح هذه النماذج أكثر أهمية عندما تتغير البيئة العالمية بمعدل غير مسبوق. هناك أنماط العالمية في الظروف البيئية، مثل التغيرات في درجة الحموضة، ودرجة الحرارة، والملوحة، وثاني اكسيد الكربون، ولكن ليس في كل مكان ترى نفس التغيير. يجعل المحيط الأرض صالحة للسكنى من خلال تنظيم مناخ الأرض وعمليات مثل الإنتاج الأولي الذي يوفر الأكسجين كمنتج ثانوي. تعتبر البيولوجيا أساسية لتسهيل بعض هذه العمليات ولكن مع تغير المناخ والتأثيرات البشرية، تتغير بيئة المحيطات باستمرار، وبالتالي فهي تتطلب بحثًا متسقًا ومستمرًا.
قد تتضمن بعض الأسئلة الرئيسية التي يسعى علماء المحيطات البيولوجيين للإجابة عليها ما يلي: ما أنواع الكائنات الحية التي تعيش في قطاعات وأعماق المحيطات المختلفة ولماذا؟ يدرس الكثير من الأبحاث الأوقيانوغرافية البيولوجية إنتاج المواد العضوية حسب الحياة في المحيطات ويفحص العوامل التي تؤثر على نموها، ونتيجة لذلك معدلات إنتاج المادة العضوية. ينظر بعض علماء المحيطات البيولوجيين إلى العلاقات بين الكائنات الحية نفسها، من الميكروبات إلى الحيتان، والبعض ينظر إلى العلاقات بين كائنات معينة والخصائص الكيميائية أو الفيزيائية للمحيطات. يسعى علماء المحيطات البيولوجيون أيضًا إلى الإجابة عن الأسئلة ذات التأثير المباشر والفوري على البشر مثل السؤال عما يمكن أن نتوقع حصاده من البحر، والإجابة عن كيفية تأثير الطقس أو المواسم أو الكوارث الطبيعية الأخيرة على حصاد مصايد الأسماك. بعض الأسئلة الرئيسية في الوقت الحالي وفي المستقبل هي النظر في كيفية تأثير تغير المناخ على الكائنات الحية في المحيطات.